# Аре (Естонія)
Аре (ест. Are) — селище в Естонії, у волості Торі повіту Пярнумаа.
У 1945—1992 роках — центр Ареської сільської ради, у 1992—2017 роках — адміністративний центр колишньої однойменної волості.

## Населення
Станом на 1 січня 2001 року чисельність населення становила 425 осіб.